# Radziecki dekret o anulowaniu traktatów dotyczących rozbiorów Polski
Radziecki dekret o anulowaniu traktatów dotyczących rozbiorów Polski – akt prawny wydany 29 sierpnia 1918 roku przez Radę Komisarzy Ludowych RFSRR, uznający wszelkie układy oraz akty zawarte przez Cesarstwo Rosyjskie z rządami Cesarstwa Niemiec i Austro-Węgier za sprzeczne z zasadą samookreślenia narodów. Dekret przyznawał prawo narodowi polskiemu do niepodległości oraz zjednoczenia.